# Prowincjonalne życie
Prowincjonalne życie lub Wiejskie życie (ang. Country Life, 1994) – australijski melodramat z Samem Neillem w roli głównej. Adaptacja powieści Czechowa Wujaszek Wania.

## Fabuła
Akcja filmu toczy się zaraz po zakończeniu I wojny światowej, dokładnie na jednej z owczych farm. Jack Dickens, to nastoletni chłopak, który po śmierci swojego ojca, mieszka ze starszą matką oraz swoją bratanicą o imieniu Sally. Przez obowiązki w domu i na farmie musi pożegnać się z marzeniami o literaturze i całą uwagę poświęcić na zajmowanie się gospodarstwem. Jedynym kontaktem z wielką literaturą są książki wysyłane z Londynu przez ojca Sally, Alexandra, który opuścił córkę po śmierci żony. Tymczasem dziewczyna zakochuje się w sympatycznym lekarzu Maksie Askeyu, on jednak nie odwzajemnia jej uczucia. 

## Obsada
- Sam Neill – Max Askey
- Greta Scacchi – Deborah Voysey
- John Hargreaves – Jack Dickens
- Kerry Fox – Sally Voysey
- Michael Blakemore – Alexander Voysey
- Googie Withers – Hannah
- Patricia Kennedy – Maud Dickens
- Ron Blanchard – Wally Wells
- Robyn Cruze – Violet
- Maurie Fields – Fred Livingstone
- Bryan Marshall – Pan Pettinger

i inni

## Wersja polska
Producent wersji polskiej: Dariusz Zawiślak

Wersja polska: Master Film 

Reżyseria: Elżbieta Jeżewska

Dialogi: Elżbieta Kowalska

W wersji polskiej udział wzięli:
- Zbigniew Zamachowski – Max
- Jerzy Bończak – Jack
- Henryk Machalica – Alex
- Małgorzata Pieńkowska – Sally
- Dorota Segda – Deborah
- Danuta Szaflarska – Moud
- Stanisława Celińska – Hannah
- Damian Damięcki – Wally
- Włodzimierz Press – Pettinger
- Janusz Nowicki – Fred
- Małgorzata Boratyńska – Violet
- Elżbieta Bednarek
- Tomasz Bednarek
- Elżbieta Gaertner
- Leopold Matuszczak
- Paweł Szczesny
- Brygida Turowska
- Janusz Wituch
- Piotr Zelt

i inni